# چرم مصنوعی

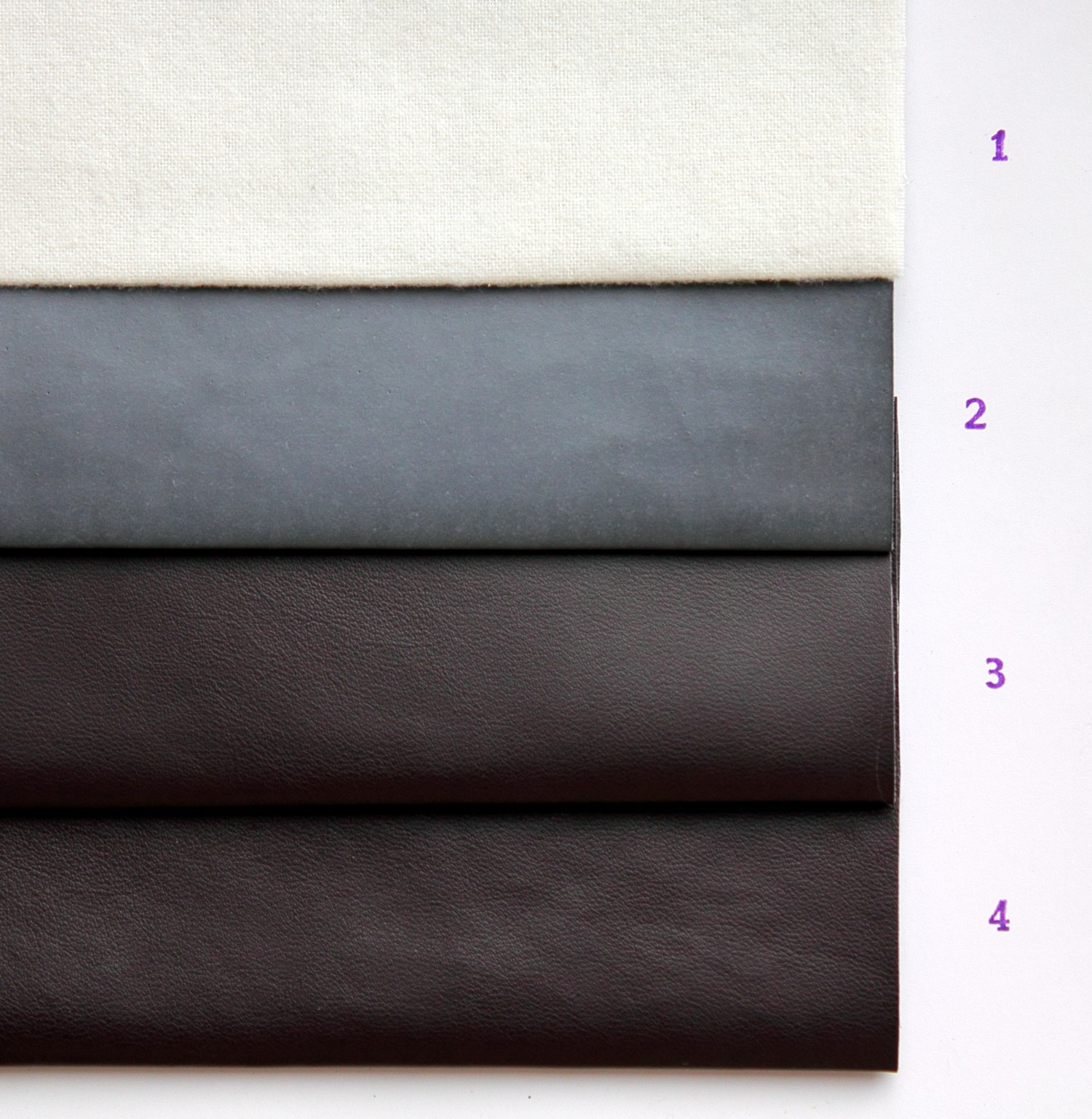
مراحل ساخت PU مصنوعی: ۱ = پارچه‌های پنبه ای، ۲ = انعقاد (روند مرطوب) بر روی پارچه با پلی اورتان معطر در DMF، مرحله ۳ و ۴ = انتقال از پوشش + پایان با حلال-برن یا فرمول پلی اورتان آب-برن.

چرم مصنوعی (یا چرم صنعتی) (به انگلیسی: Artificial Leather) به عنوان جایگزینی برای چرم در اثاث یا تودوزی، لباس، کفش و پارچه و دیگر استفاده‌ها در نظر گرفته شده‌ است، که در آن پوشش چرم-مانند لازم است اما جنس اصلیِ چرمی گران یا غیرقابل استفاده به دلایلی اخلاقی است.
تولید مصنوعی «چرم ها» به تازگی تکامل یافته‌ است. به طوری که یک پوسته لایه پوشش در بالای یک پلیمر مصنوعی مخلوط قرار می‌گیرد؛ بنابراین در تعریف چرم «مصنوعی» روش‌های تولید دیگر لزوماً نیاز به چرم مخلوط شامل از دانه‌های چرم گاو خام برنزه [پوشش داده شده] و/یا لایه‌های فیبری نیست.

## استفاده‌ها درپوشاکو پارچه‌ها

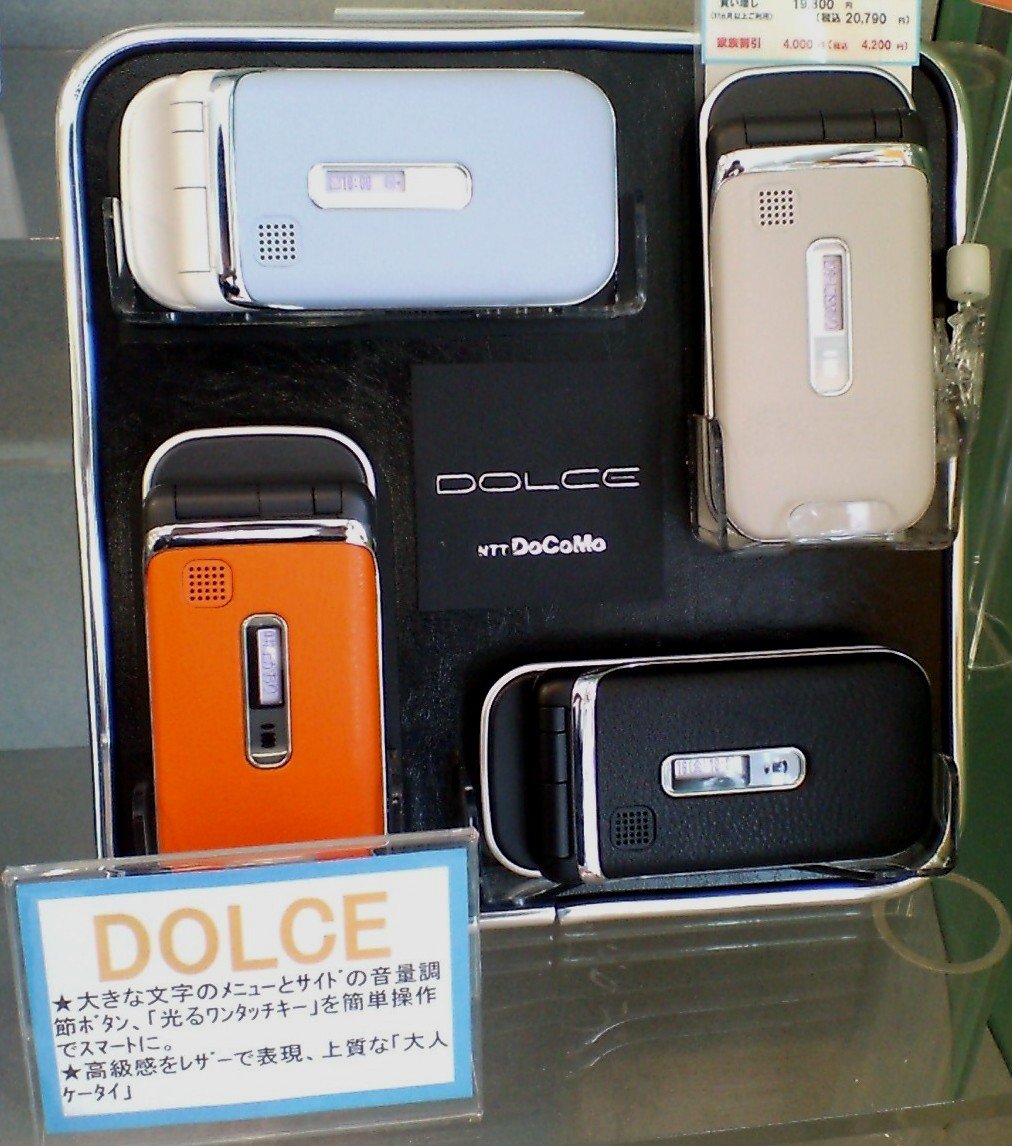
کاورهای چرمی مصنوعی برای گوشی‌های موبایل.

چرم‌های مصنوعی،از پلاستیک‌ ساخته شده و معمولاً در پوشاک و پارچه‌ها استفاده می‌شود. چرم مصنوعی تحت نام‌های زیادی فروخته می‌شوند از جمله "چرم مصنوعی"، "چرم صنعتی"، "چرم غیر طبیعی"، "چرم PU" و …

## روش تشخیص چرم مصنوعی و طبیعی
تشخیص چرم مصنوعی و طبیعی همیشه ساده نیست، حتی برای متخصصین. گونه‌هایی از چرم مصنوعی وجود دارند که در نگاه اول نمی‌توان آن‌ها را از چرم طبیعی تشخیص داد. در این‌گونه موارد باید به آزمایشگاه‌ها مراجعه نمود. مطالبی که در ادامه می‌آیند تنها تعدادی از ویژگی‌های کلیدی هستند.

### رنگ پشت ماده مورد نظر
چرم مصنوعی معمولاً دارای پشتی پارچه ای است که با پوشش پلاستیکی صاف و دانه ای پوشیده شده‌است. چرم طبیعی در پشت فیبری است. اما همچنین چرم‌های مصنوعی ای نیز وجود دارند که پشت آن‌ها همانند چرم طبیعی است.

### ساختار دانه
الگوی دانه چرم واقعی نسبت به چرم مصنوعی بسیار نامنظم تر است؛ زیرا چرم مصنوعی باید در آن نقش داشته باشد در نتیجه سطح یکنواختتری در آن ایجاد می‌ کند

### لبه برش خورده
زمانی که چرم مصنوعی برش می‌خورد در آن لبه‌هایی صاف و تمیز به وجود می‌آیند. در حالیکه در چرم طبیعی هنگامی که چرم بریده می‌شود، اثر تقریباً مشابهی دارد. چرم دارای ساختاری فیبری است که می‌تواند تحت یک ذره بین دیده شود. طرف دانه دارای یک لایه فیبر متراکم است و نسبت به مرکز و عقب بیشتر فیبردار می‌شود. در مورد چرم مصنوعی، لایه بالا بسیار متراکم است و بدون فیبر

### رفتار در مقابل افزایش دما
چرم مصنوعی با حرارت بالا و به خوبی می‌سوزد، در حالی که چرم فقط می‌درخشد و آتش نمی‌گیرد. چرم مصنوعی سوزانده شده رایحه ای مانند پلاستیکی سوخته دارد، در حالی که چرم طبیعی سوزانده شده رایحه ای مانند موهای سوزانده شده دارد.

## انواع

### چرم مصنوعی منفذ دار
چرم‌های مصنوعی منفذ دار یک گروه از چرم‌های مصنوعی با قابلیت «تنفس» هستند که از یک پوشش پلاستیکی (معمولاً پلی اورتان) چرم جایگزین‌های ساخته شده از یک پوشش پلاستیکی (معمولاً پلی اورتان) در یک لایه پایه فیبر (معمولاً یک پلی استر).

### کورفوم
اولین چرم مصنوعی منفذ دار کورفوم بدبخت دوپونت بود که در سال ۱۹۶۳ در نمایشگاه کفش شیکاگو معرفی شد.
کورفوم قطعه مرکزی در غرفه دوپونت در نمایشگاه جهان نیویورک در سال ۱۹۶۴ در شهر نیویورک بود. مزیت‌های اصلی آن نسبت به چرم طبیعی، شد محور DuPont غرفه در سال ۱۹۶۴ نمایشگاه جهانی نیویورک در شهر نیویورک است. آن مزیت عمده بیش چرم طبیعی دوام و پرداخت بسیار براق آن بود که به سادگی می‌توانست با یک لباس مرطوب تمیز شود. بدی‌های آن سختی آن بود که با پوشیدن کم نمی‌شد، و دوام آن و آن بالا براق پایان است که می‌تواند به راحتی تمیز با عدم قابلیت تنفس خوشایند، و اشتباه گرفتن راحت با محصولات غیر منفذ دار ارزان دیگر بود. دوپونت کورفوم را در مکان خود در هیکوری قدیم، تنسی، از سال ۱۹۶۴ تا سال ۱۹۷۱، تولید کرد. بعد از صرف میلیون‌ها دلار بازاریابی محصول به تولیدکنندگان کفش، دوپونت کورفوم را در سال ۱۹۷۱ از بازار بیرون کشید و حقوق آن را به یک شرکت در لهستان فروخت.
امروزه کورفوم همچنان در برخی محصولات، همچون زین سوارکاری محکم و … استفاده می‌شود. کفش‌های کورفوم همچنان در جاهای رسمی که کفش‌های براق قابل توجه اند، محبوب‌اند.

### چرم
چرم یک شکل از چرم مصنوعی ساخته شده با پوشش پارچه با پایه پلاستیکی است. پارچه می‌تواند از یک فیبر طبیعی یا مصنوعی ساخته شود آنگاه با یک لایه  PVC  پوشانده شود.
چرم صحافی جلد کتاب‌ها و دوربین‌های قرن ۲۰ ام مثال‌های خوبی از چرم هستند. انواع مختلفی از پوشاک‌های چرمی نیز، وجود دارد.
یکی از بدی‌های پلاستیک «چرم» این است که متخلخل نیست و نمی‌گذارد هوا از آن عبور کند؛ بنابراین عرق می‌تواند انباشته شود اگر برای لباس، روکش صندلی ماشین و … استفاده شود. یکی از مزایای اصلی آن، بخصوص در ماشین‌ها، این است که سرویس کمتری در مقایسه با چرم نیاز دارد و به راحتی نمی‌شکند و محو نمی‌شود.

## نام‌های تجاری
- آلکانتارا.

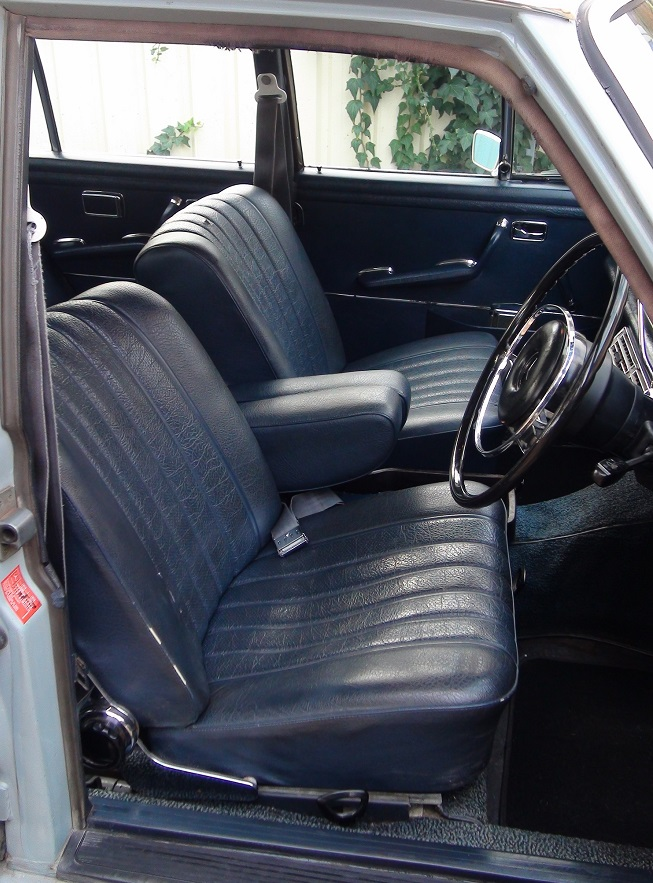
مرسدس بنز 280SE سال 1968 (W108) صندلی‌ها و دوخت درب در MB-Tex آبی

- کلارینو: مورد استفاده در لباس‌های ورزشی، دستکش‌ها، ماشین‌ها، وسایل خانه، فشن و …
- فابریکوید: یک برند DuPont، لباس پنبه ای پوشش داده شده با نیتروسلولز.
- کایدکس: یک PVC اکریلیک اسید ساخته شده توسط Kleerdex.
- لریکا: یک ماده اولیه اختراع شده و تولید شده توسط Lorica Sud یک دباغی ایتالیایی.
- MB-Tex: مورد استفاده در پایه بسیاری از قاب‌های مرسدس بنز.
- نوگاهاید: یک برند آمریکایی معرفی شده توسط یونی‌رویال.
- Sta-Kleen: یک پلی اورتان با کارایی بالا، برند لوازم خانگی قرار داد بسته با گروه میشل.
- NuLeather: یک پلی اورتان با کارایی بالا، برند لوازم خانگی قرار داد بسته با گروه میشل.
- Rexine: یک برند اختصاصی پوشاک چرم بریتانیایی، مورد استفاده در قاب‌های داخل ماشین و صحافی‌های کتاب.

## جایگزین‌های پایه گیاهی چرم
- چرم چوب پنبه: جایگزین طبیعی ساخته شده از پوست درخت بلوط چوب‌پنبه‌ای.[۳]
- چرم اقیانوسی: چرم ساخته شده از اشنه دریایی
- پیناتکس: ساخته شده از برگ‌های آناناس